# Sărari
Sărari – wieś w Rumunii, w okręgu Prahova, w gminie Predeal-Sărari. W 2011 roku liczyła 19 mieszkańców.